# Kirche Pongsu
Koordinaten: 39° 2′ 43″ N, 125° 42′ 22,9″ O
Die Kirche Pongsu (kor. 봉수교회) bzw. Bongsu ist ein protestantischer Sakralbau in Nordkoreas Hauptstadt Pjöngjang im Bezirk Mangyŏngdae-guyŏk. Der Bau wurde im September 1988 seiner Bestimmung übergeben, er bietet Platz für 700 Gläubige. Das gesamte Areal ist rund 10.000 m² groß. 2008 wurde die Kirche unter anderem durch Hilfe von Mitgliedern der Presbyterianischen Kirche Südkoreas saniert. Die Gemeindemitglieder können sich in einem Chor sowie in einer Missionargesellschaft oder in der Kirchenversammlung und dem Kirchenrat engagieren. Gottesdienste finden teilweise mehrmals wöchentlich statt.

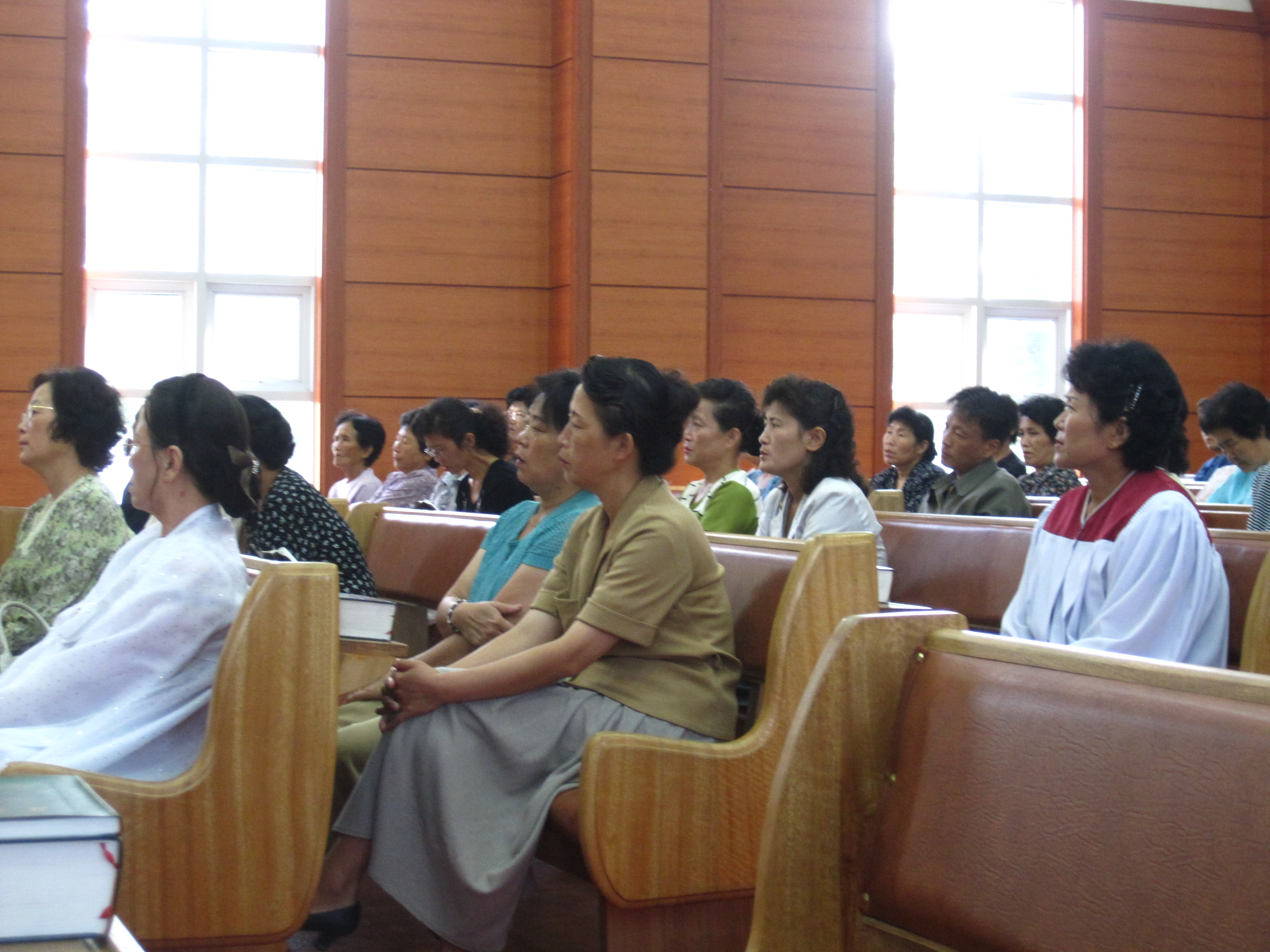
Gottesdienst in der Kirche Pongsu

Inwieweit ein aktives Gemeindeleben stattfindet, kann nicht sicher gesagt werden; zwar garantiert die Verfassung Nordkoreas Religionsfreiheit, jedoch werden insbesondere Christen verfolgt. Mehr dazu im Artikel: Religion in Nordkorea.